# R. R. Soares
Romildo Ribeiro Soares, conegut com a Missioner R. R. Soares, (Muniz Freire, 6 de desembre de 1947) és un teleevangelista del Brasil, fundador de l'Església Internacional de la Gràcia de Déu.

## Biografia
A les vuit, R. R Soares va tenir l'oportunitat de conèixer un poble proper, Cachoeiro do Itapemirim i la plaça Jerônimo Monteiro, va veure per primera vegada a la vida un aparell de televisió, en l'exhibició en una botiga. Romildo assenyalar que tots els que estaven allà van quedar fascinats amb el que estava succeint a la pantalla i en aquest sentit pensar que si Déu li va dir que una condició dies predicar a la televisió.
L'abril de 1964, el jove Romildo Ribeiro Soares va arribar a Rio de Janeiro amb la seva família i va anar a viure a casa del seu oncle Adherbal a São Gonçalo i el 1968 va començar seriosament el principi del ministeri de R. R. Soares.
Després de llegir el llibre de T. L. Osborn, titulat “Healing the sick and casting out devils”, sentia l'impuls al ministeri, i li va donar el que havia estat el seu somni, que estava estudiant medicina, com s'havia promès una beca à l'escola de medicina a la Universitat Patrice Lumumba, a Moscou, Rússia.
Ell va fundar l'Església Internacional de la Gràcia de Déu ha obert la primera el 1980 a la Rua Lauro Neiva a la ciutat de Duque de Caxias, Rio de Janeiro, on és líder en l'actualitat.
Això casat amb Maria Magdalena, i té 5 fills.
Presenta el programa Show da Fé per les xarxes de Bandeirantes i la CNT durant la nit i per RIT - Rede Internacional de Televisão. D'altra banda, que té ara, amb línies de temps en el matí ia la tarda l'estació de RedeTV !. Tot i la multiplicació del senyal en diverses estacions al Brasil i altres països, el consens general dels executius d'aquestes estacions és que la participació de R. R. Soares crida a l'audiència després de prevalença només pel benefici que inverteix en cada una.
Té convertir en el campió d'aparicions a la televisió per tenir un total de 100 hores setmanals de programació en les estacions de tot el país. No obstant això, va perdre la posició de lideratge per al líder de l'Església en el món del poder de Déu, l'Apòstol Valdemiro Santiago de Oliveira, religiosos i més temps d'exposició a la televisió oberta al Brasil.
Actualment, la Missioner Soares té 900 esglésies distribuïdes de nord a sud del país, encara que casats per 28 anys amb la germana de l'actual propietària de la Rede Record, Magdalena, la relació amb Edir Macedo és anterior. Vista per primera vegada el 1968 a Nova Vida, les dues va fundar la Croada Eterna carretera de set anys. El 1977, va crear l'Església Universal del Regne de Déu.
El maig de 2006, va posar en marxa un operador de televisió de pagament evangèlica, que vol arribar a cent mil abonats.
Companyia 
El Missioner R. R. Soares té les Graça Artes Gráficas e Editora Ltda. (adquirida el 1983), Graça Music (una etiqueta de registre de l'evangeli) i Graça Editorial (editor). D'altres, com el RIT, la Nossa Rádio i de TV (televisió de pagament), pertanyen a l'Església Internacional de la Gràcia de Déu.